# Église Saint-Vincent de Palmas
L'église Saint-Vincent de Palmas est une église située en France sur la commune de Palmas, dans le département de l'Aveyron en région Occitanie.
Elle fait l'objet d'une inscription au titre des monuments historiques depuis 1927.

## Localisation
L'église est située sur la commune de Palmas, dans le département français de l'Aveyron.

## Historique
L'église Saint-Vincent est une ancienne église castrale et paroissiale au cœur du château des évêques de Rodez. Le clocher de l'église est l'ancien donjon du château. L'édifice est inscrit au titre des monuments historiques en 1927.